# Ludia
Ludia is een geslacht van vlinders van de familie nachtpauwogen (Saturniidae), uit de onderfamilie Ludiinae.

## Soorten
- L. apora Jordan, 1922
- L. arguta Jordan, 1922
- L. arida Jordan, 1938
- L. corticea Jordan, 1922
- L. delegorguei (Boisduval, 1847)
- L. dentata (Hampson, 1891)
- L. eximia Rothschild, 1907
- L. festiva Jordan, 1922
- L. goniata Rothschild, 1907
- L. hansali Felder, 1874
- L. intermedia Jordan, 1922
- L. jordani Bouyer, 1997
- L. laeta Jordan, 1922
- L. leonardo Stoneham, 1962
- L. limbobrunnea Strand, 1911
- L. monroei Jordan, 1938
- L. nyassana Strand, 1911
- L. obscura Aurivillius, 1893
- L. orinoptena Karsch, 1893
- L. pseudovetusta Rougeot, 1978
- L. pupillata Strand, 1911
- L. russa Jordan, 1922
- L. styx Darge, 1996
- L. syngena Jordan, 1922
- L. tanganyikae Strand, 1911
- L. tessmanni Strand, 1911
- L. vetusta Strand, 1911